# Bangkok Elevated Road and Train System

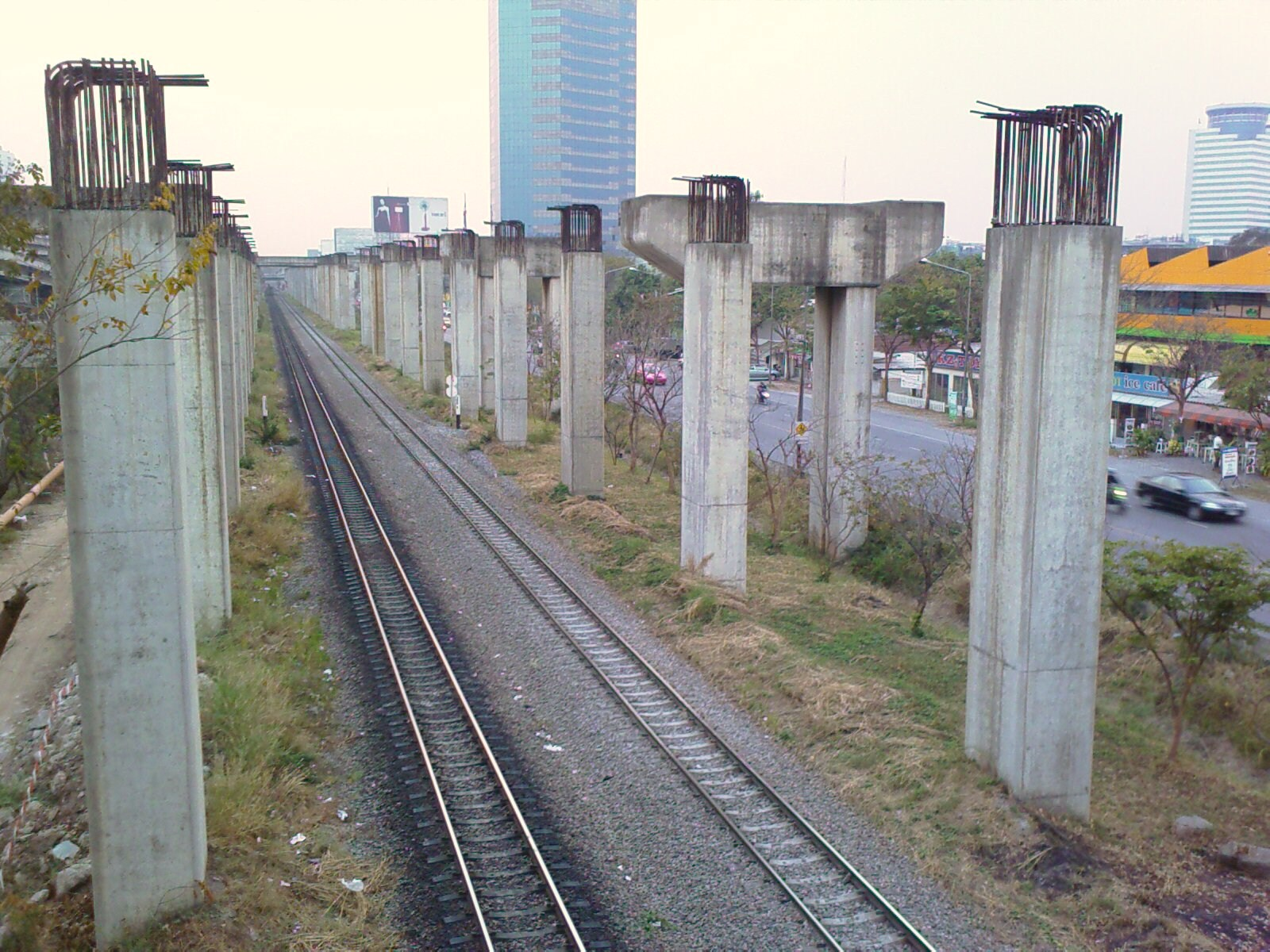
Pfeilerruinen bei Ngam Wong Wan

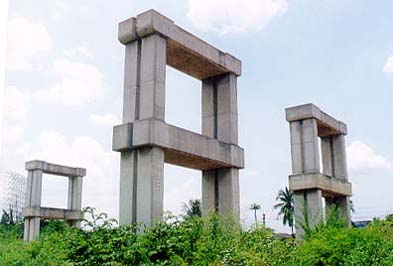
Pfeiler zwischen Bang Sue und Don Mueang entlang der Thanon Vibhavadi Rangsit

Das Bangkok Elevated Road and Train System (BERTS, Thai: โครงการระบบการขนส่งทางรถไฟยกระดับในกรุงเทพมหานคร) ist das gescheiterte Projekt einer Verkehrswegebündelung in Form eines kombinierten Hochbahn- und Stadtautobahnsystems.

## Idee
Das auch als Hopewell Projekt (โครงการโฮปเวลล์) nach dem Hauptunternehmer, der Hongkonger Hopewell Holdings, bezeichnete Projekt sah vor, über 60 km Trassen der Thailändischen Staatsbahn (SRT) im Stadtgebiet von Bangkok eine kombinierte S-Bahn und eine mautpflichtige Stadtautobahn auf Betonstützen über die Eisenbahnstrecken aufzuständern.
Das Projekt war 1990, als die thailändische Regierung ihm zustimmte, mit 3,2 Mrd. US-Dollar veranschlagt. Träger sollten gemeinsam das Verkehrsministerium, die SRT und die Hopewell Holdings sein. Ziel war, den ständig am Rand des Kollaps befindlichen Verkehr der thailändischen Hauptstadt zu entlasten. Angestrebt war, den ersten Abschnitt 1995 zu eröffnen und den Bau insgesamt bis 1999 abzuschließen.

## Ausführung
Als das Kabinett dem Plan 1990 zustimmte, lag weder eine Machbarkeitsstudie noch ein Zeitplan für die Umsetzung vor. Schon damals kursierte die Vermutung, dass Korruption und Bodenspekulation Haupttriebfeder des Projekts seien. Vorgesehen waren die Teilstrecken:
- Bahnhof Hua Lamphong – Flughafen Bangkok-Don Mueang (Süd–Nord)
- Bahnhof Taling Chan Junction (an der Südbahn) – Bahnhof Hua Mak (an der Ostbahn)
  - Abzweig davon in südlicher Richtung nach Khlong Toei

Das Projekt wurde 1998 eingestellt, als die asiatische Finanzkrise Thailand traf. Zu diesem Zeitpunkt waren erst etwas mehr als 10 % des Projekts fertig gestellt.
Es folgte ein heftiger Streit zwischen der Thailändischen Regierung und Hopewell Holdings, die sich gegenseitig die Schuld am Scheitern des Projekts zuwiesen. Ende 1998 löste die Regierung den zu Grunde liegenden Vertrag auf. Versuche von Hopewell und der SRT in den Folgejahren, das Projekt wieder zu beleben, scheiterten am Einspruch der Regierung.

## Reste
Stehen blieben mehr als 1000 bereits errichtete Betonpfeiler, inzwischen auch als „Hopeless Projekt“ oder „Stonehenge von Bangkok“ bezeichnet. Diese wurden – dem tropischen Klima gemäß – schnell von Kletterpflanzen, Moosen und Flechten erobert. Für den Don Mueang Tollway im Zuge der Thanon Vibhavadi Rangsit wurden einige Zufahrten errichtet, die den Raum schneiden, der für BERTS erforderlich war. Für die Trasse der neuen Flughafen-S-Bahn Suvarnabhumi Airport Rail Link wurden die Pfeiler auf dem östlichen Streckenast 2005 bis 2007 abgerissen. Am 1. März 2012 stürzten einige Pfeiler auf die Trasse der Nordbahn, was zu der Entscheidung führte, die Pfeiler auch hier abzureißen. Das wurde seit 2013 umgesetzt.